# طرخشقون بوتاني
طرخشقون بوتاني (الاسم العلمي:Taraxacum bhutanicum) هو نوع من النباتات يتبع جنس الطرخشقون من الفصيلة النجمية.
سمي هذا النوع نسبةً إلى بوتان.